# Gregor der Große

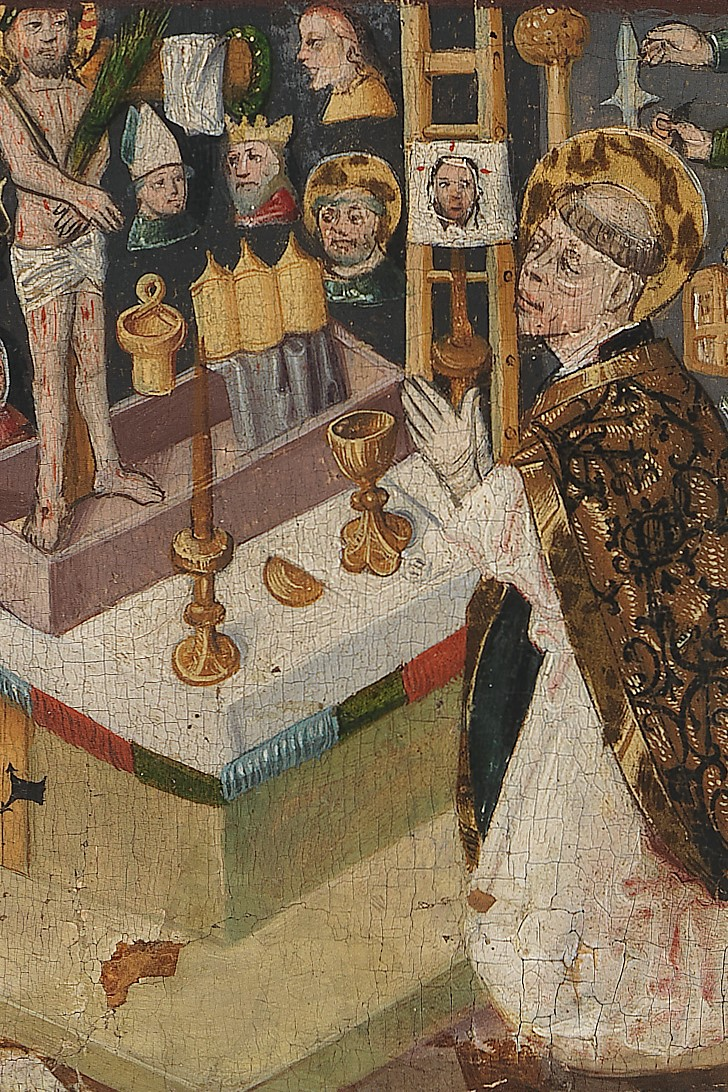
Teil einer Votivtafel mit 16 Legendenszenen und Heiligen, Gregor der Große. Franken, um 1500, Germanisches Nationalmuseum in Nürnberg

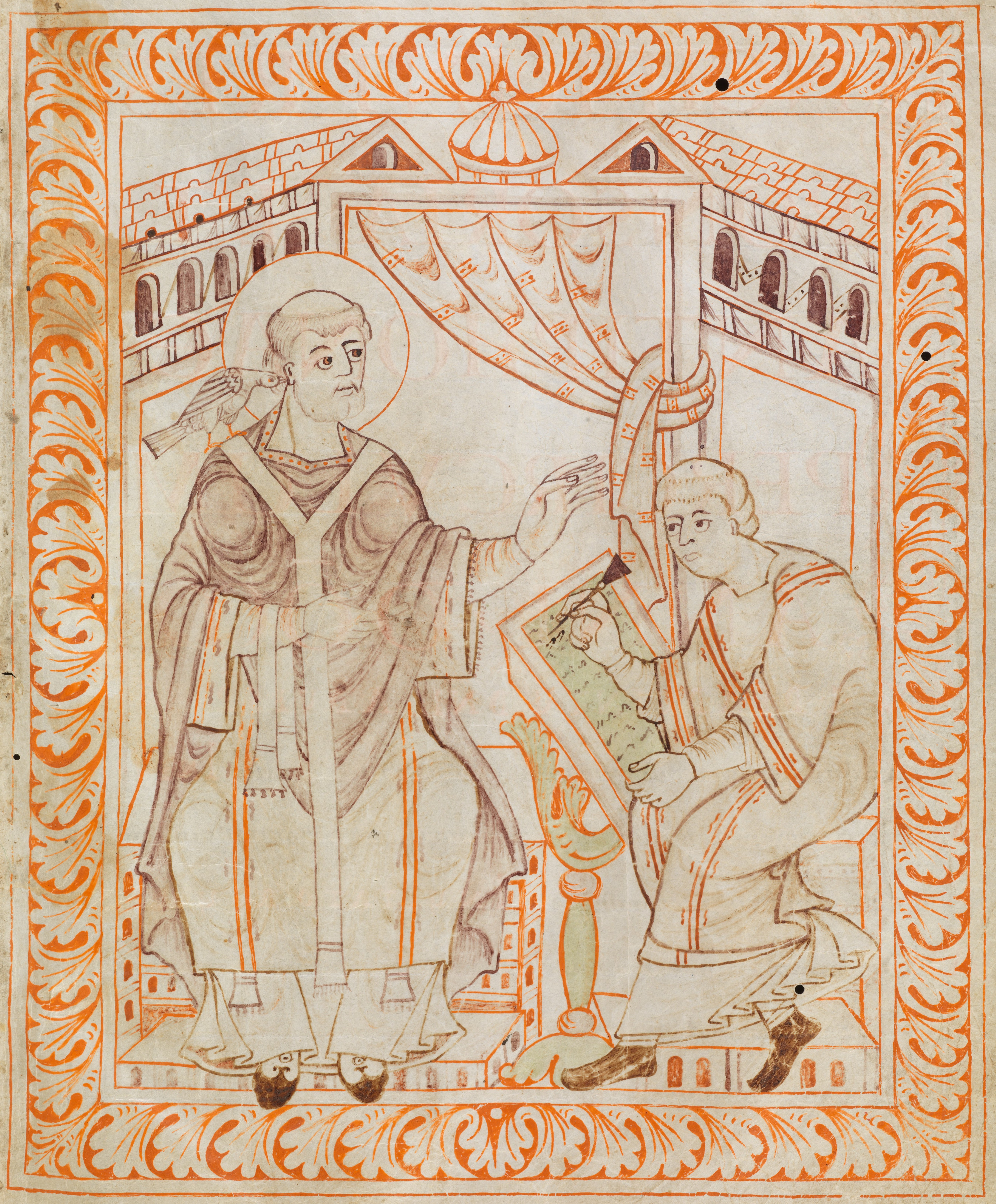
Gregor I. beim Diktieren des gregorianischen Gesangs (aus dem Antiphonar des Hartker von St. Gallen, St. Gallen, Stiftsbibliothek, Cod. 390, p. 13, um 1000)

Gregor der Große (Gregorius, als Papst Gregor I.; * um 540 in Rom; † 12. März 604 ebenda) war von 590 bis 604 Papst. Er gilt als einer der bedeutendsten Päpste und ist der jüngste der vier großen lateinischen Kirchenväter der Spätantike. 1295 wurde er heiliggesprochen.

## Leben

### Weltliche und kirchliche Karriere
Gregor entstammte vermutlich der stadtrömischen Patrizierfamilie der Anicier, die im 5. Jahrhundert zwei der letzten weströmischen Kaiser gestellt hatte und selbstverständlich auch in Ostrom bzw. Konstantinopel zur Oberschicht zählte. Gregor war ein Urenkel Papst Felix’ II. (III.) († 492). Gregors Vater Gordianus war hoher Beamter der Stadt Rom und auch Gregor folgte anfangs der Familientradition und ging zunächst einer weltlichen Karriere als Politiker nach.
Nach seiner Amtszeit (wahrscheinlich) als praefectus urbi von Rom – dem höchsten Amt, das ein Senator im Gebiet des heutigen Italiens noch bekleiden konnte – entschied er sich 575 jedoch für ein Leben als Mönch; vielleicht nicht zuletzt aufgrund fehlender Perspektiven für eine weitere weltliche Karriere in kaiserlichen Diensten. Der weströmische Senat befand sich seit dem Gotenkrieg (535–552) ohnehin in Auflösung. Die elterliche Villa auf dem Monte Celio wandelte er in das Kloster Santi Andrea e Gregorio al Monte Celio um, das noch heute besteht. 
Sein Vorgänger als Papst, Pelagius II., holte ihn 579 in den Kirchendienst und sandte ihn als Apokrisiar nach Konstantinopel, wo er sechs Jahre lang blieb und wegen schlechter Griechischkenntnisse mitunter mit Verständigungsschwierigkeiten zu kämpfen hatte. Nach seiner Rückkehr wurde Gregor Berater Pelagius’ II. und am 3. September 590 selbst zum Papst gewählt – der erste Mönch der lateinischen Kirche, der zum Bischof von Rom und damit zum Patriarchen gewählt wurde.

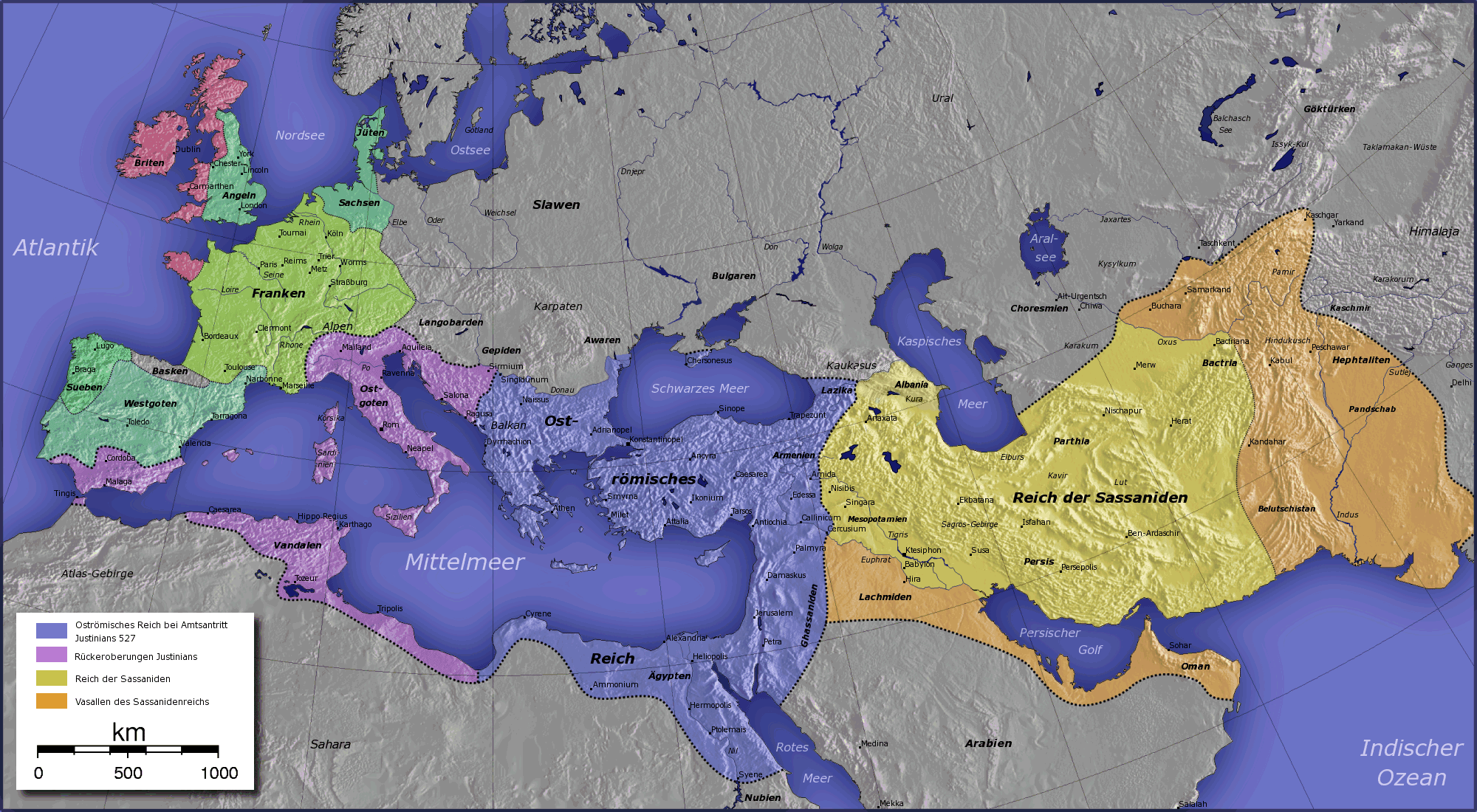
Territoriale Situation unter Justinian I. im Ost- und Weströmischen Reich mit den Eroberungen Justinians

### Pontifikat

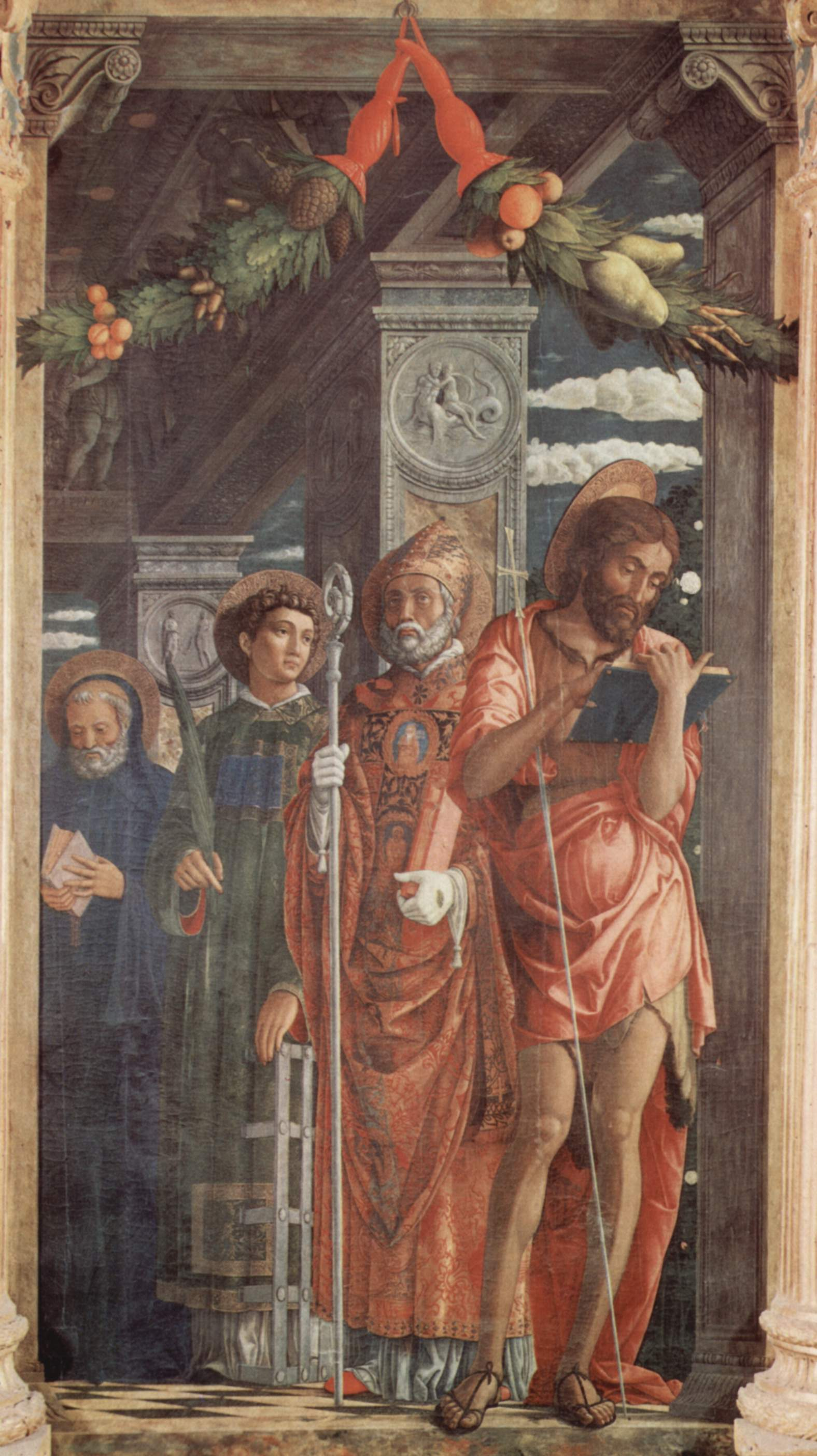
Gregor I. (zweiter von rechts) mit Benedikt von Nursia, Laurentius von Rom und Johannes dem Täufer auf einem Bild von Andrea Mantegna (1459)

Rom war zu Gregors Lebzeiten Teil des byzantinischen Exarchats von Ravenna, aber angesichts der Herrschaft der Germanen im restlichen Italien weitgehend auf sich selbst gestellt, um die Folgen von Krieg, Hungersnöten und der Justinianischen Pest zu bewältigen. Mit kaiserlicher Duldung übernahm Gregor als Bischof von Rom hoheitliche Aufgaben im Bereich der Verwaltung und des Militärs. Im Jahr 593 handelte er einen teilweisen Abzug der Langobarden aus und ging dabei auf ihre Forderung nach einem jährlichen Tribut von 500 Goldpfund ein. Mit der Langobardenkönigin Theudelinde unterhielt er einen Briefwechsel und machte ihr wertvolle Geschenke, darunter das Gregorius-Kreuz; Hintergrund war die nicänische Taufe ihres Sohnes Adaloald. Um die Getreideversorgung in der Stadt Rom zu sichern, ließ er die riesigen Ländereien der Kirche in Süditalien und Sizilien neu organisieren und bewirtschaften.
Als Reaktion auf die Selbstbezeichnung des Patriarchen von Konstantinopel als oικουμενικός (‚ökumenisch‘, allgemein, universell), was Gregor als Anspruch auf universelle Vorherrschaft verstand, schrieb Gregor Kaiser Maurikios im Jahr 595 einen Brief (JE 1360), in dem er die Verwendung ‚universeller‘ Titel sowohl allgemein als auch für den römischen Bischof nachdrücklich ablehnte. Er selbst führte, wenngleich nicht in diesem Brief, die Devotionsformel Servus servorum Dei als Selbstbezeichnung, die von späteren Päpsten als fester Teil ihrer päpstlichen Titulatur übernommen wurde.
Im Zusammenhang mit der Judenmission beklagte Gregor die ‚Blindheit der Juden‘, was später Teil antijüdischer Stereotype wurde, lehnte aber die Zwangstaufe ab. Gregors Briefe zu dieser Frage wurden auch ins kirchliche Recht übernommen und gehörten im Mittelalter zu den wichtigsten Kanones gegen die Zwangstaufe von Juden. Bei der Bekehrung von Heiden und vor allem gegenüber Christen, die nach ihrer Taufe nichtchristlichen Kulten und Praktiken folgten, befürwortete Gregor hingegen die Anwendung von Zwangsmitteln einschließlich körperlicher Gewalt.
Historisch bedeutend war auch seine Entscheidung, Missionare nach Britannien zu entsenden, die zur Konversion des angelsächsischen Königs Æthelberht von Kent zum Christentum führte.  
In der Auseinandersetzung um die Immersionstaufe und in anderen liturgischen Fragen formulierte Gregor immer wieder eine Akzeptanz unterschiedlicher Gebräuche in unterschiedlichen Kirchen, was auch nach seinem Tod stark rezipiert wurde.

## Werke

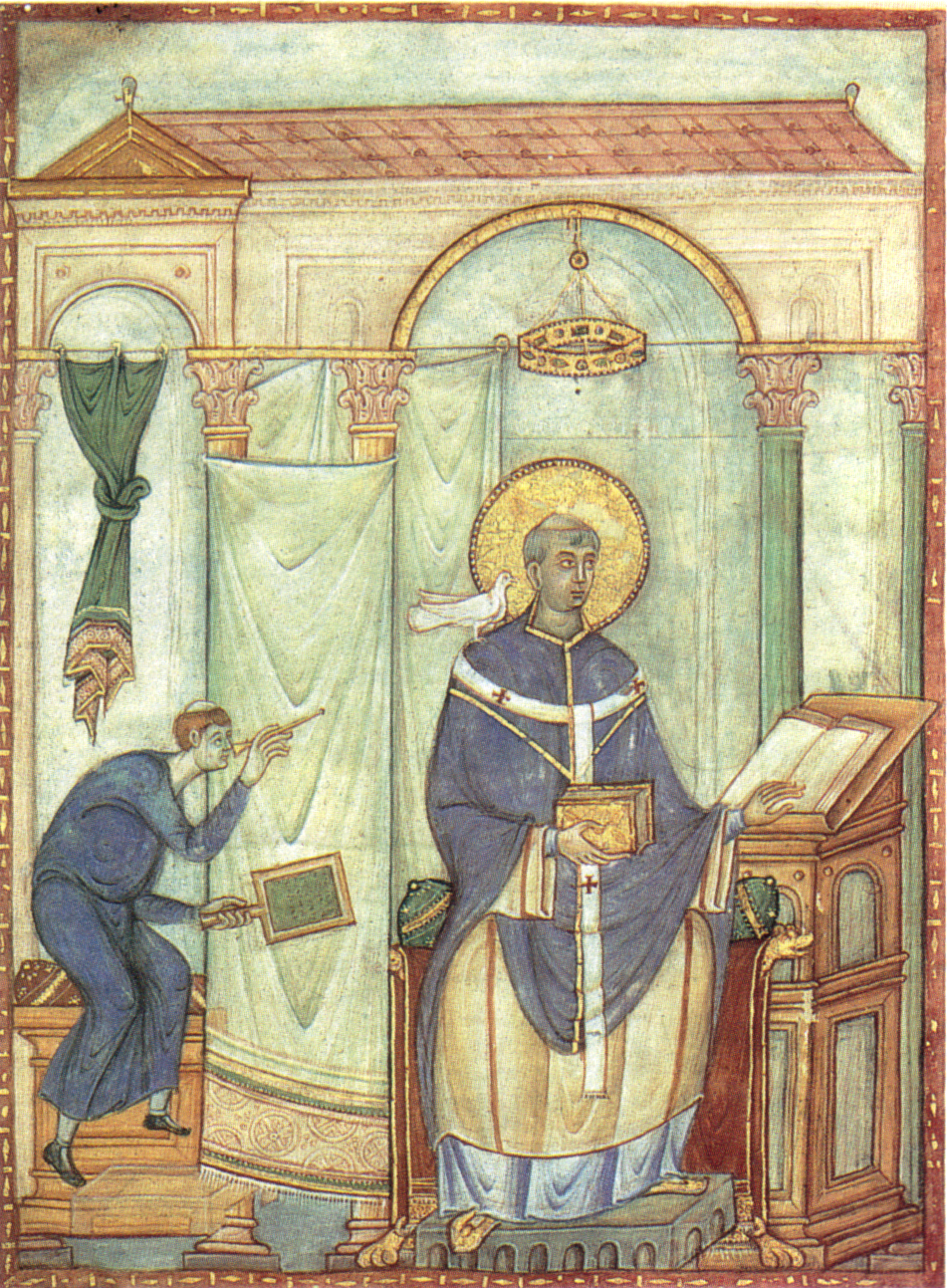
Gregormeister: Thronender Papst Gregor der Große. Einzelblatt aus einer Handschrift mit der Briefsammlung Gregors, des Registrum Gregorii, Trier nach 983. Trier, Stadtbibliothek, Hs. 171/1626

Papst Gregor der Große, Regula Pastoralis, Reims Bibliothèque municipale, Sign. Ms 421, fol. 3r.

Gregors erhaltenes Werk ist umfangreich und vielfältig; es umfasst exegetische, hagiographische, moraltheologische und andere Werke in verschiedenen Genres. Sein Stil ist literarisch anspruchsloser als der der anderen Kirchenväter, seine Sprache ist näher am gesprochenen Wort und vermeidet bewusst die Schmuckmittel und gebildeten Reminiszenzen einer griechisch und klassisch lateinisch gebildeten Elite, wie sie Augustinus und Hieronymus noch voraussetzen konnten. 
Das Lob von Gregors literarischer Bildung bei Gregor von Tours gilt daher als mindestens übertrieben. Der älteren Forschung galt Gregors Latinität als Ausdruck des Niedergangs der christlichen Literatur. Die Einfachheit seines Stils ist aber nicht nur Ausdruck der gewandelten Bildungsverhältnisse seiner Zeit, sondern teils auch bewusste Entscheidung für einen „demütigen Stil“ (lateinisch stilus humilis), der die Wahrheit des Evangeliums in den Mittelpunkt stellt und der kunstvollen Form als Ausdruck der Weltweisheit misstraut, dabei jedoch Schlichtheit des Ausdrucks durchaus mit Stärke des Gefühls und dem Gestus leidenschaftlicher Überzeugung zu verbinden weiß. Den Erfolg und die Beliebtheit seiner Werke im Mittelalter und deren Einfluss auf die Volksfrömmigkeit hat dieser Stil wesentlich mitbegünstigt: Seine exegetischen Schriften gehören zu den am häufigsten exzerpierten, seine Dialogi zu den meistgelesenen Werken im Mittelalter.
- Registrum epistolarum: Von Gregor dem Großen sind 854 Briefe erhalten, die er an Bischöfe, Fürsten, Missionare und andere Personen in großen Teilen der lateinischen Christenheit schrieb, und damit mehr Briefe als aller seiner Vorgänger und der meisten seiner früh- und hochmittelalterlichen Nachfolger. Die Briefe behandeln Themen wie Theologie, Moral, Politik, Diplomatie, Mönchstum, bischöfliche und päpstliche Verwaltung und geben Aufschluss über Gregors Charakter und seine Amtsführung. Die handschriftliche Überlieferung ist sehr breit; aus ihr kann auch die Gestalt des im Original verlorengegangenen Registers rekonstruiert werden.

- Dialogi de vita et miraculis patrum Italicorum (I–IV). Es handelt sich um vier Bücher über das Leben und die Wundertaten von Heiligen Italiens, um den Nachweis anzutreten, dass nicht nur der Orient, sondern auch Italien wundertätige asketische Heilige besaß. Das zweite Buch ist ganz dem heiligen Benedikt von Nursia gewidmet, dem Gregor das Ideal des habitare secum zuschreibt.[4] Das vierte Buch will mit einer Sammlung von Jenseitsvisionen und Erscheinungen Verstorbener den Glauben an das Leben nach dem Tod bekräftigen. Das Werk hat die Visionsliteratur des Mittelalters überaus nachhaltig geprägt. So gilt Gregor den Reformatoren, die nur von Himmel und Hölle als Jenseitsorte ausgingen, als „Erfinder des Fegefeuers“, da er hier schreibt, dass an bestimmten Aufenthaltsorten Verstorbene durch Feuer oder Wasser von ihren lässlichen Sünden gereinigt werden können. Auch sollen Messopfer diese Bußzeit verkürzen können. Die frühmittelalterliche mittelgriechische Übersetzung durch Papst Zacharias wurde von Konstantin Dapontes 1780 neugriechisch überarbeitet.[5] Aufgrund der recht populären Übersetzung der Dialoge wird Gregor in der orthodoxen Kirche als Gregorios ho Dialogos verehrt.

- Liber regulae pastoralis (I–IV). Das Werk enthält die Gründe für die Entscheidung zum Amt des Seelsorgers, die für dieses Amt erforderlichen Tugenden, die Aufgaben des Seelsorgers und die Notwendigkeit der täglichen Selbstbesinnung und Selbstprüfung.

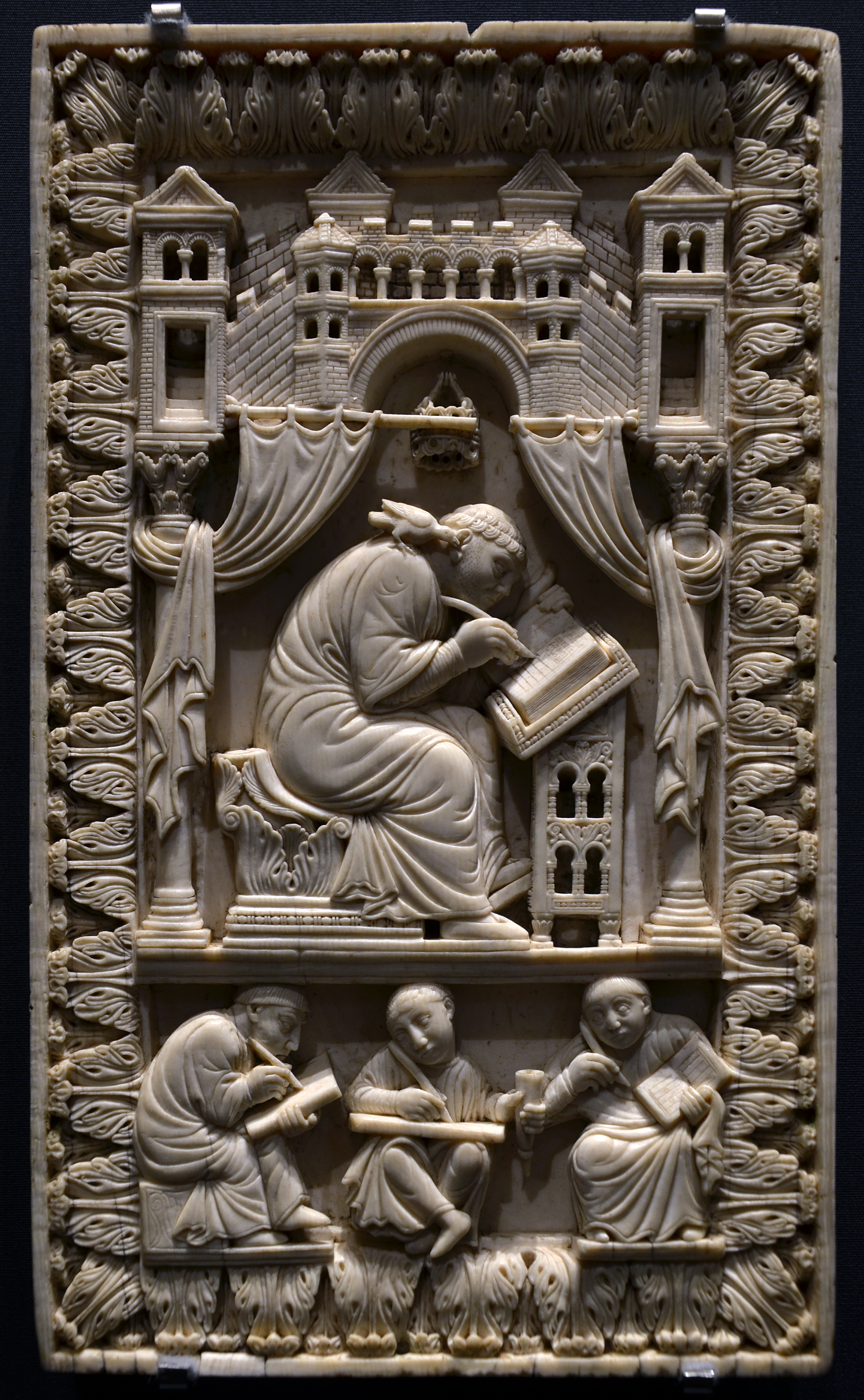
Elfenbeintafel: Gregor der Große von der Taube des Heiligen Geistes inspiriert, darunter seine Tachygraphen, Wien, Kunsthistorisches Museum, 10. Jahrhundert

- Moralia in Iob (I–XXXV). Ein ungewöhnlich breit angelegter Hiobkommentar in 35 Büchern, begonnen während des Aufenthalts in Konstantinopel und vollendet um 595, der das Buch Hiob nach dem Prinzip des dreifachen Schriftsinns interpretiert: Einerseits literal in der wörtlichen Bedeutung des Textes, andererseits tropologisch in Bezug auf die moralische Situation des einzelnen Menschen und allegorisch-typologisch mit Bezug auf die Heilstatsachen der Geschichte Christi und seiner Kirche.

- Homiliae in evangelia (I–II).[6] Vierzig exegetische Predigten zu Evangelienperikopen sind hier zu finden, die wahrscheinlich im Lauf des Kirchenjahres 590/591 vorgetragen und 592 schriftlich herausgegeben wurden. Die zwanzig Predigten des ersten Buches diktierte Gregor und ließ sie in seiner Gegenwart durch einen kirchlichen Notar vortragen, die zwanzig Predigten des zweiten Buches hielt er selbst. In einer Auslegung zu Lukas 7,36–50 EU, wo eine namenlose Sünderin Jesus die Füße wäscht, identifiziert Gregor diese mit Maria Magdalena, was die westliche Exegese auf Jahrhunderte prägte.

- Homiliae in Ezechielem (I–II). 22 exegetische Predigten aus dem Jahr 593, mit fortlaufender Erklärung von Ez 1–3 und Ez 40.

- Homiliae in canticum canticorum. Zwei Predigten über eine Stelle des Hoheliedes (Ct 1,1–8), nicht zu verwechseln mit der unter den Werken Gregors überlieferten Expositio super cantica canticorum (PL 79,471–548), die heute meist Robert von Tumbalena zugeschrieben wird.

- In librum I Regum expositiones (I–VI). Kommentar zum 1. Buch Samuel.

## Nachleben

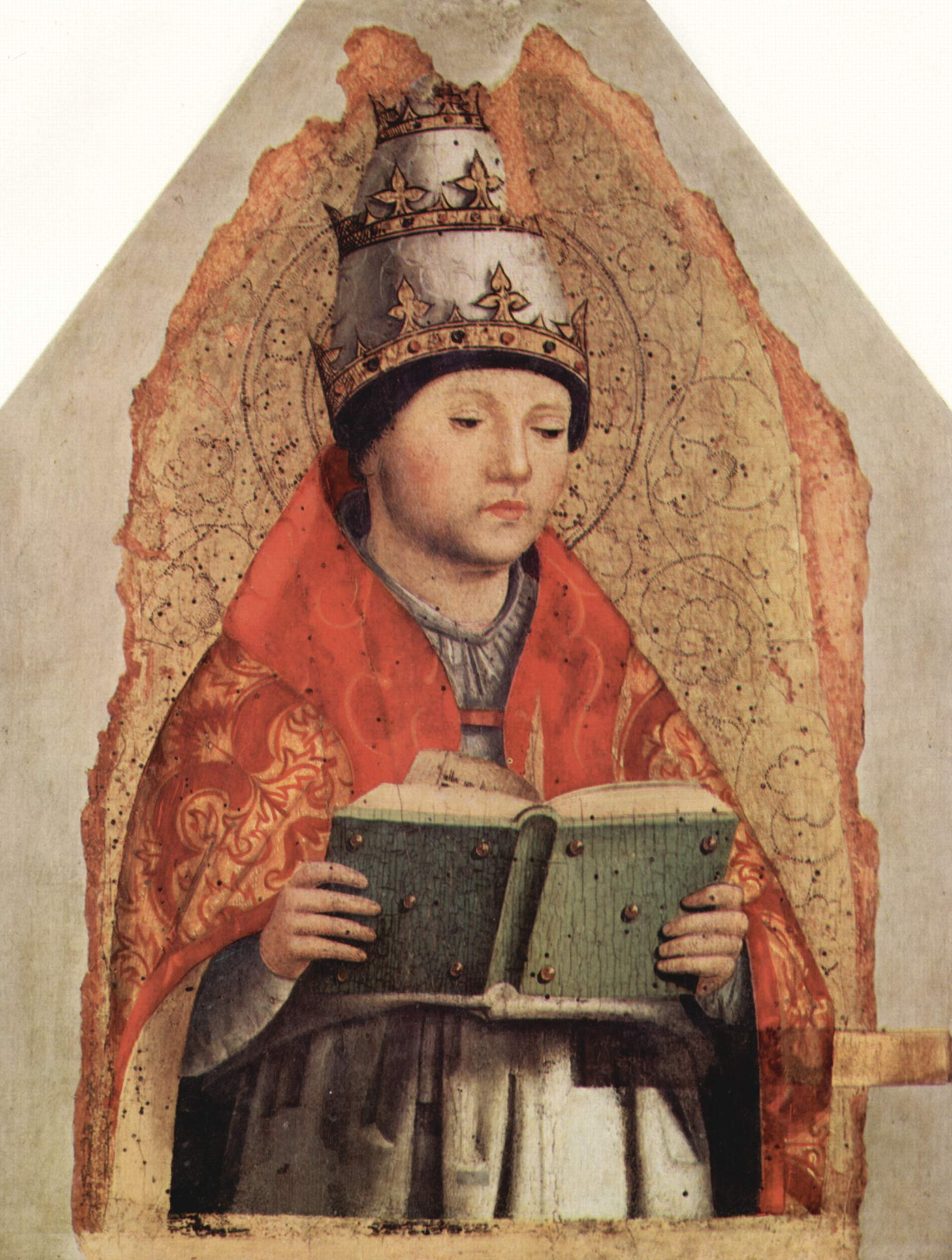
Gregor I. (Idealporträt von Antonello da Messina, um 1472/1473)

Gregor der Große blieb in den Jahrhunderten nach seinem Tod als Heiliger, Kirchenvater, Mönch und Papst in Erinnerung.
Früh rankten sich dabei zahlreiche Legenden um Gregor. Unter anderem geriet die aristokratische Abstammung des Papstes bald in Vergessenheit, und früh wurde erzählt, Gregor sei ein armer, unbekannter Einsiedler und vormaliger Sünder gewesen, der aufgrund einer göttlichen Eingebung in Abwesenheit zum Papst gemacht worden sei. Eine Fassung der Vita erzählt, dass Gregor durch Inzest gezeugt worden sei, dann als Findelkind aufgewachsen sei und später (wie im Ödipus-Mythos) unwissend die eigene Mutter geheiratet habe. Hartmann von Aue formte aus diesen Legenden sein Werk Gregorius, das wiederum die Grundlage für Thomas Manns Roman Der Erwählte bildete.
Durch seine zahlreichen Schriften erlangte Gregor über Jahrhunderte in der katholischen Kirche hohe Bedeutung für die Exegese, das Kirchenrecht und die Theologie. Die handschriftliche Verbreitung seiner Werke im Mittelalter war sehr breit; noch heute sind mehrere Tausend Handschriften seiner Werke erhalten. Seit dem 15. Jahrhundert wurden Gregors Werke auch sehr häufig gedruckt; immer wieder wurden seine Werke dabei textkritisch untersucht und ediert. Sein Briefregister, das zwar nicht erhalten, aber gut rekonstruierbar ist, wurde im 18. Jahrhundert von Maurinern herausgegeben, Ende des 19. Jahrhunderts von Paul Ewald und Ludo Moritz Hartmann 1887/89 im Rahmen der Monumenta Germaniae Historica und 1982 noch einmal von Dag Norberg nach modernen philologischen Maßstäben kritisch ediert.
Aufgrund seines Rufs als Heiliger und Kirchenvater wurden Gregor im Laufe des Mittelalters zahlreiche Werke zugeschrieben. Die bekanntesten sind das Gregorianische Sakramentar und der Gregorianische Choral, die beide nicht von Gregor stammen, sondern durch die Zuschreibung seiner Autorschaft höhere Autorität erhalten sollten. In der Byzantinischen Liturgie führt das Formular der Präsanktifikaten-Liturgie den Namen des römischen Papstes Gregorios Dialogos. Auch im Kirchenrecht kursierten, vor allem ab dem 10. Jahrhundert, sehr zahlreiche echte und gefälschte Kanones unter dem Namen Gregors.
Für die Evangelisch-Lutherische Kirche ist Gregor der Große über die Gregorianik hinaus insofern bedeutend, dass sich die Reformatoren im 26. Artikel des Augsburgischen Bekenntnisses auf ihn berufen, wenn sie erklären, dass eine unterschiedliche Fastenpraxis nicht die Kirchengemeinschaft aufhebt.

## Gedenktage
- katholischer gebotener Gedenktag (seit 1969): 3. September (der Tag seiner Wahl zum Papst 590)
- katholischer Gedenktag (bis 1969): 12. März (Tag der Bestattung 604)
- evangelischer Gedenktag: Evangelische Kirche in Deutschland und Evangelical Lutheran Church in America: 12. März (Tag der Bestattung 604), Lutheran Church – Missouri Synod: 3. September (der Tag seiner Wahl zum Bischof von Rom 590)
- anglikanischer Gedenktag: 3. September (Tag seiner Wahl zum Papst 590)[14]
- orthodoxer Gedenktag: 12. März (Tag der Bestattung 604)

Die Heiligsprechung erfolgte 1295 durch Papst Bonifatius VIII. Seine Attribute sind die Tiara, Buch, Taube, Arme bedienend. Er ist Patron des kirchlichen Schulwesens, der Bergwerke, des Chor- und Choralgesanges, der Gelehrten, Lehrer, Schüler, Studenten, Sänger, Musiker, Maurer, Knopfmacher; gegen Gicht und Pest.
Verschiedene Kirchen tragen seinen Namen. Das Kloster St. Gregor in Munster wurde ihm geweiht.

## Kontroverse um die Echtheit derDialogi

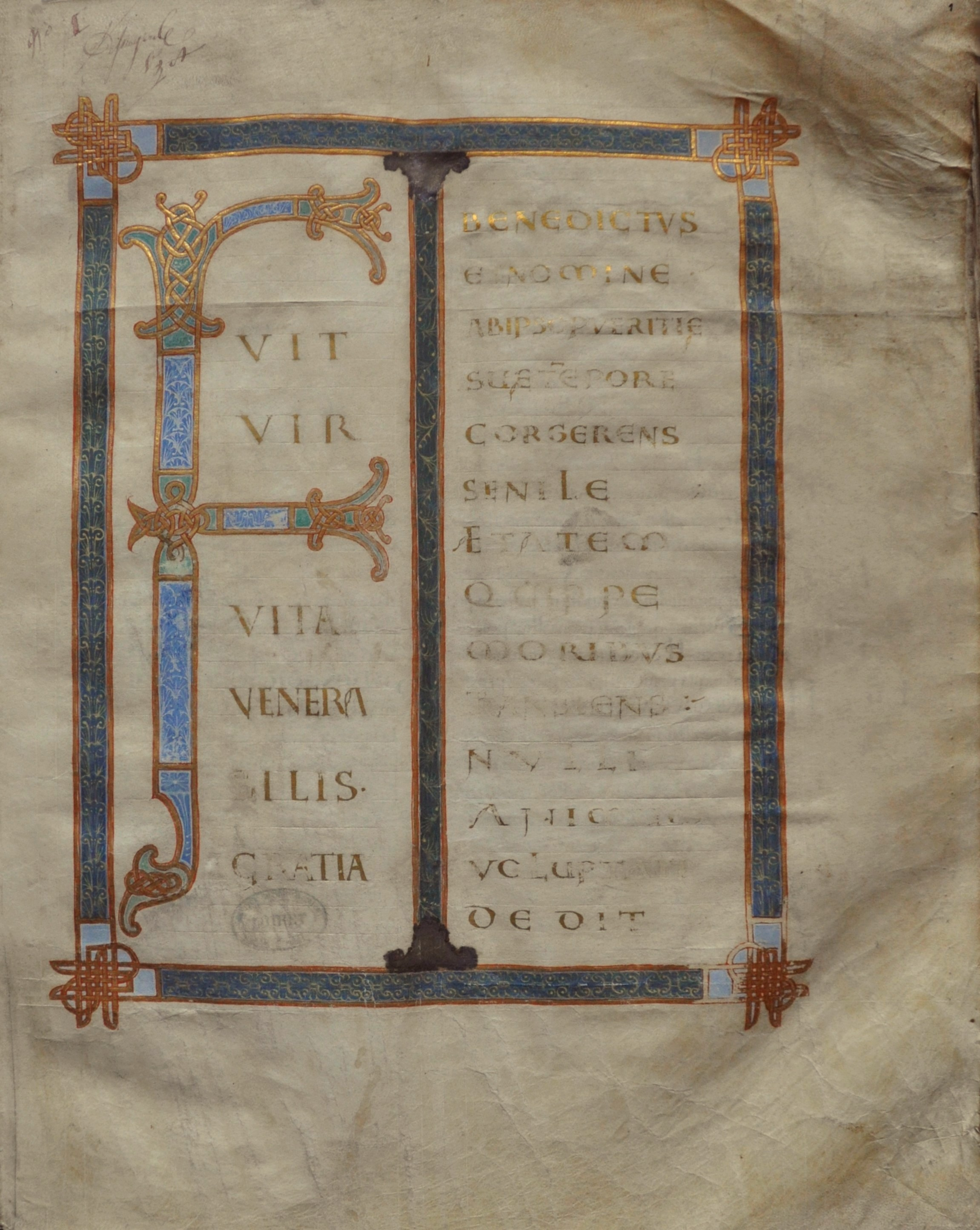
Handschrift mit den Anfangszeilen des Dialogus II, Archives départementales du Loiret, ca. 1050

Der Theologe Francis Clark legte 1987 eine zweibändige Untersuchung der Dialogi vor, in der er die Echtheit derselben anzweifelte und eine Fälschung im 7. Jahrhundert vermutete. Die Hypothesen Clarks, die er 2003 in einer weiteren Untersuchung verteidigte, sind in der Forschung fast einhellig abgelehnt worden; sie gilt als methodisch mangelhaft. Vorsichtige Zustimmung fanden einige von Clarks Überlegungen bei Johannes Fried, der zwischenzeitlich auf dieser Basis vermutete, der heilige Benedikt könnte eine Erfindung der Fälscher von Gregors Benediktsvita sein. Später bezeichnete er Clarks Hypothesen aber als im Wesentlichen falsch. Auch Frieds Vermutung, Benedikt sei möglicherweise eine erfundene Gestalt, hat sich nicht durchgesetzt; wie viel der historische Benedikt mit dem der Dialogi zu tun hat, bleibt umstritten.